# The Greatest Hits - Volume 1: 20 Good Vibrations
The Greatest Hits - Volume 1: 20 Good Vibrations es un álbum de compilación por The Beach Boys editado en 1999 a través de Capitol Records.

## Características
En un principio la colección había sido publicada en 1995, sin número de volumen y con algunas diferencias en las canciones, la reedición actualizada se reeditó el mismo día que su secuela.
Se decidió crear secuelas de la colección original, por lo que la publicación de 1995 se actualizó en consecuencia para reflejar este cambio. La versión actualizada se llamó The Greatest Hits - Volume 2: 20 More Good Vibrations. La variación a la edición de 1995 y la edición de 1999 son las versiones elegidas de "Be True To Your School" y "Help Me, Rhonda". La edición de 1995 cuenta solo con la versión de álbum de ambas canciones, mientras que la de 1999 contiene sus versiones de sencillo.
El álbum compila la mayoría de los clásicos más conocidos y los éxitos de 1962-1966, aunque la presencia del número uno "Kokomo" rompe esto.
The Greatest Hits - Volume 1: 20 Good Vibrations acredita a Murry Wilson, y no Nick Venet, como productor de "Surfin 'Safari" y "409", como también la modificación de "Surfin' USA" y "Shut Down" en donde se muestran los créditos para reflejar a Brian Wilson como productor.
The Greatest Hits – Volume 1: 20 Good Vibrations llegó al puesto n.º 95 los Estados Unidos durante 11 semanas de venta.

## Lista de canciones
Versión de 1999. Todas por Brian Wilson/Mike Love, excepto donde se indica. Todas las canciones son versiones de sencillos en mono, excepto donde se indica.
1. "Surfin' Safari" – 2:05
2. "409" (Brian Wilson/Mike Love/Gary Usher) – 1:59
3. "Surfin' USA" (Brian Wilson/Chuck Berry) – 2:27
4. "Shut Down" (Brian Wilson/Roger Christian) – 1:49
5. "Surfer Girl" (Brian Wilson) – 2:26
6. "Little Deuce Coupe" (Brian Wilson/Roger Christian) – 1:48
7. "Catch a Wave" (versión mano de álbum)  – 2:17
8. "Be True to Your School" – 2:06
9. "Fun, Fun, Fun" – 2:18
10. "I Get Around" – 2:13
11. "Dance, Dance, Dance" (Brian Wilson/Carl Wilson/Mike Love) – 1:59
12. "Do You Wanna Dance?" (Bobby Freeman) – 2:18
13. "Help Me, Rhonda" – 2:46
14. "California Girls" – 2:44
15. "Barbara Ann" (Fred Fassert) – 2:07
16. "Sloop John B" (Trad. Arr. Brian Wilson) – 2:55
17. "Wouldn't It Be Nice" (Brian Wilson/Tony Asher/Mike Love) – 2:23
18. "God Only Knows" (Brian Wilson/Tony Asher) – 2:49
19. "Good Vibrations" – 3:36
20. "Kokomo" (versión estéreo de álbum) (John Phillips/Mike Love/Terry Melcher/Scott McKenzie) – 3:35

## Lista de canción (versión de 1995)
Todas por Brian Wilson/Mike Love, excepto donde se indica.
1. "Surfin' Safari" – 2:05
2. "Surfin' USA" (Brian Wilson/Chuck Berry) – 2:27
3. "Surfer Girl" (Brian Wilson) – 2:26
4. "Little Deuce Coupe" (Brian Wilson/Roger Christian) – 1:48
5. "Be True to Your School" – 2:06
6. "Fun, Fun, Fun" – 2:18
7. "I Get Around" – 2:13
8. "Shut Down" (Brian Wilson/Roger Christian) – 1:49
9. "Dance, Dance, Dance" (Brian Wilson/Carl Wilson/Mike Love) – 1:59
10. "Do You Wanna Dance?" (Bobby Freeman) – 2:18
11. "Help Me, Rhonda" – 2:46
12. "California Girls" – 2:44
13. "Barbara Ann" (Fred Fassert) – 2:07
14. "Sloop John B" (Trad. Arr. Brian Wilson) – 2:55
15. "Wouldn't It Be Nice" (Brian Wilson/Tony Asher/Mike Love) – 2:23
16. "Good Vibrations" – 3:36
17. "409" (Brian Wilson/Mike Love/Gary Usher) – 1:59
18. "God Only Knows" (Brian Wilson/Tony Asher) – 2:49
19. "Catch a Wave" – 2:17
20. "Kokomo" (John Phillips/Mike Love/Terry Melcher/Scott McKenzie) – 3:35